# Puchar Interkontynentalny w piłce nożnej 1960
Mecze o Puchar Interkontynentalny 1960 zostały rozegrane 3 lipca oraz 4 września 1960 pomiędzy Realem Madryt, zwycięzcą Pucharu Europy Mistrzów Klubowych 1959/60 oraz Peñarolem, triumfatorem Copa Libertadores 1960. Real wygrał dwumecz 5:1, remisując 0:0 w pierwszym meczu w Montevideo, oraz wygrywając 5:1 w rewanżu w Madrycie.

## Szczegóły meczu

### Pierwszy mecz
| 3 lipca 1960 | CA Peñarol | 0:0 | Real Madryt | Estadio Centenario, Montevideo Widzów: 71.872 Sędzia: José Praddaude |
|              |            |     |             |                                                                      |

| PEÑAROL         |  |                       |
|                 |  |                       |
| BR              |  | Luis Maidana          |
| OB              |  | William Martínez      |
| OB              |  | Néstor Gonçalves      |
| OB              |  | Mílton Alves da Silva |
| PO              |  | Santiago Pino         |
| PO              |  | Walter Aguerre        |
| PO              |  | Luis Cubilla          |
| PO              |  | Carlos Linazza        |
| NA              |  | Juan Hohberg          |
| NA              |  | Alberto Spencer       |
| NA              |  | Carlos Borges         |
| Trener:         |  |                       |
| Roberto Scarone |  |                       |

| REAL MADRYT  |  |                    |
|              |  |                    |
|              |  |                    |
| BR           |  | Rogelio Domínguez  |
| OB           |  | Marquitos          |
| OB           |  | José Santamaría    |
| OB           |  | Pachín             |
| PO           |  | José María Vidal   |
| PO           |  | José María Zárraga |
| NA           |  | Cánario            |
| PO           |  | Luis del Sol       |
| NA           |  | Alfredo Di Stéfano |
| NA           |  | Ferenc Puskás      |
| NA           |  | Manuel Bueno       |
| Trener:      |  |                    |
| Miguel Muñoz |  |                    |

### Drugi mecz
| 4 września 1960 | Real Madryt · Puskás 2' 8' · Di Stéfano 3' · Herrera 40' · Gento 54' | 5:14:0 | CA Peñarol · Spencer 80' | Estadio Santiago Bernabéu, Madryt Widzów: 90.000 Sędzia: Ken Aston |
|                 |                                                                      |        |                          |                                                                    |

| REAL MADRYT  |  |                      |
|              |  |                      |
|              |  |                      |
| BR           |  | Rogelio Domínguez    |
| OB           |  | Marquitos            |
| OB           |  | José Santamaría      |
| OB           |  | Pachín               |
| PO           |  | José María Vidal     |
| PO           |  | José María Zárraga   |
| NA           |  | Jesús Herrera Alonso |
| PO           |  | Luis del Sol         |
| NA           |  | Alfredo Di Stéfano   |
| NA           |  | Ferenc Puskás        |
| NA           |  | Francisco Gento      |
| Trener:      |  |                      |
| Miguel Muñoz |  |                      |

| PEÑAROL         |  |                       |
|                 |  |                       |
| BR              |  | Luis Maidana          |
| OB              |  | William Martínez      |
| OB              |  | Francisco Majewski    |
| OB              |  | Mílton Alves da Silva |
| PO              |  | Santiago Pino         |
| PO              |  | Walter Aguerre        |
| PO              |  | Luis Cubilla          |
| PO              |  | Carlos Linazza        |
| NA              |  | Juan Hohberg          |
| NA              |  | Alberto Spencer       |
| NA              |  | Carlos Borges         |
| Trener:         |  |                       |
| Roberto Scarone |  |                       |

| Puchar Interkontynentalny (1960) |
| -------------------------------- |
| Hiszpania                        |
| Real Madryt Pierwszy Tytuł       |